# Hipogrif

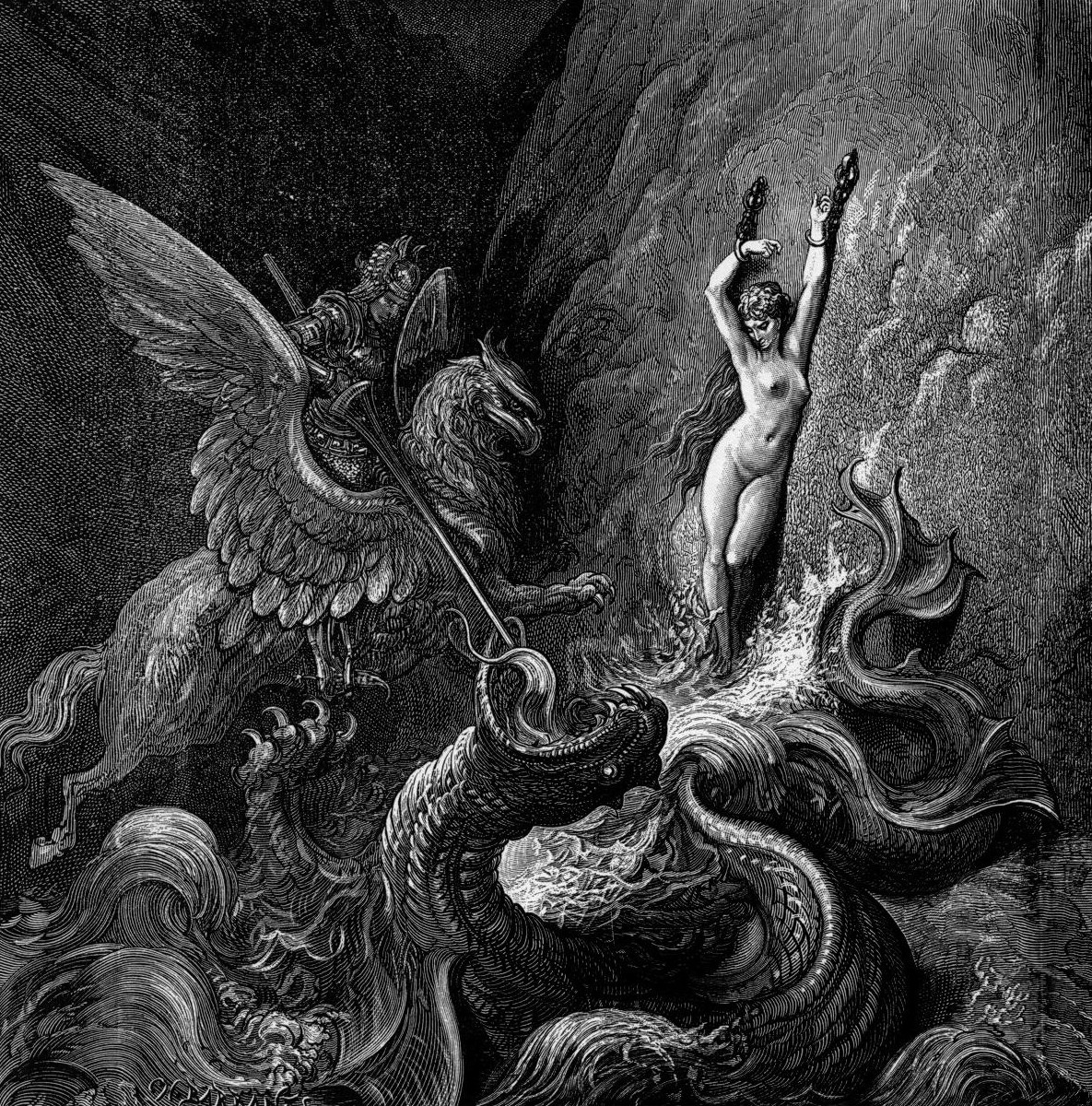
Hipogriful într-un desen de Gustave Doré pentru Orlando furioso.

Hipogriful este o ființă legendară zămislită, spune legenda, în urma împerecherii unui Grifon cu o iapă. Această creatură legendară a apărut în literatură încă din secolul al XVI-lea și este folosită până și în prezent în operele literare fantastice care apar pe piața de profil. Fiind o creatură de legendă și totodată falnică și curajoasă, creatura se pare că era înzestrată cu puteri magice sau, după cum spun alți scriitori, era zamislită chiar din magie.
Hipogriful a apărut pentru prima dată în scrierile lui Ludovico Ariosto, cel care a și descris pentru prima dată falnica himeră. Conform descrierilor primilor învățați care au utilizat elemente fantastice în cărțile lor se spune că ghearele, capul de vultur și aripile sale sunt cele ale unui grifon, în timp ce restul corpului este acela al unui cal.